# Consiglio Privato dell'Hannover
Il Consiglio Privato dell'Hannover già prima di Brunswick-Lüneburg, era la branca amministrativa e governativa dell'Hannover elettorale e poi reale. I suoi membri avevano il titolo di ministri e spesso controllavano indirettamente anche le altre branche del governo, ad eccezione dell'assetto militare che solitamente era sottoposto al diretto controllo dell'elettore. Almeno un ministro si trovava sempre con l'elettore a Londra tra il 1714 ed il 1837 come capo della German Chancery.

## Sfondo storico
Il Consiglio Privato ottenne rilevanza quando Giorgio Luigi divenne re di Gran Bretagna ed Irlanda nel 1714, lasciando l'amministrazione dell'Hannover ad un suo fidato. A quel tempo, il Consiglio Privato era molto potente, specialmente dopo l'ascesa di Giorgio III, che non si recò mai personalmente nell'Hannover lasciando un reggente al suo posto. Dopo il 1813, Adolfo, duca di Cambridge, venne definitivamente proclamato governatore dell'Hannover (poi promosso a governatore generale nel 1816, e viceré nel 1831), ponendo così fine alla relativa autonomia del Consiglio Privato. Con l'ascesa di Ernesto Augusto nel 1837 al trono dell'Hannover come monarca, ebbe fine l'unione dinastica tra Gran Bretagna ed Hannover ed il Consiglio Privato tornò alla sua funzione precedente al 1714, ovvero di consiglio al re.

## Primi ministri del Consiglio Privato
Mentre tecnicamente tutti i ministri del consiglio avevano egual rango, venne nominato un capo con il proposito di convocare, aprire e chiudere i vari incontri dei ministri stessi. Col tempo questa figura divenne sempre più rilevante ed il titolo divenne sinonimo di Primo Ministro. Tra i primi ministri citiamo:
- Andreas Gottlieb von Bernstorff (1709–1714)
- Hans Caspar von Bothmer (1727 – 1732)
- Heinrich von Grote (1735 – 1753)
- Gerlach Adolph von Münchhausen (1753 – 1770)
- Levin Adolph von Hake (1770–1771)